# شريان الإبهام الرئيسي
شريان الإبهام الرئيسي (بالإنجليزية: Princeps pollicis artery)‏‏ هو شريان يتفرعُ من شريان كعبري.